# Christian Silva
Christian Marcelo Silva de León, noto semplicemente come Christian Silva (Montevideo, 10 marzo 1994), è un calciatore uruguaiano, centrocampista del Villa Teresa.

## Caratteristiche tecniche
È un trequartista.

## Carriera
Cresciuto nel settore giovanile del Liverpool (M), ha debuttato in prima squadra il 26 luglio 2012 disputando l'incontro di Coppa Sudamericana vinto 3-0 contro l'Universitario de Sucre, mentre il 30 settembre successivo ha esordito anche in Primera División Profesional, perdendo 2-0 contro il River Plate (M).
Rimasto nelle serie inferiori del calcio uruguaiano per alcuni anni (inclusa una parentesi al San Miguel in Argentina), nel 2020 è tornato in prima divisione uruguaiana dopo aver firmato con il Fénix.